# Étoile référente
En astronomie chinoise, le terme d'étoile référente, ou juxing, désigne une étoile particulière d'un astérisme (l'équivalent des constellations occidentales) dont la position est donnée avec une relative précision dans les traités astronomiques du monde chinois. 

## Position de l'étoile référente d'un astérisme
Sauf cas particulier, l'étoile référente est toujours celle située la plus à l'ouest, c'est-à-dire la plus à droite quand l'astérisme culmine au sud (vu depuis l'hémisphère nord), et c'est la seule étoile qui voit sa position donnée de façon précise. Ce choix de l'étoile référente est indépendant du dessin de l'astérisme. Quand celui-ci relie plusieurs étoiles selon une courbe relativement naturelle, il est parfaitement possible que l'étoile référente ne soit pas une des extrémités de la courbe, si aucune des deux ne se termine le plus à l'extrémité ouest de l'astérisme. Par exemple, l'astérisme Guansuo, formé de neuf étoiles en arc de cercle évoquant vaguement un « U » a pour étoile référente la troisième étoile du « U » quand celui-ci est parcouru dans le sens des aiguilles d'une montre. 
La donnée de l'étoile référente représente le principal moyen de reconstituer les astérismes de l'astronomie chinoise. En effet, en général seule la position de cette étoile est donnée dans les traités astronomiques, et reconstituer celui-ci nécessite d'interpréter le croquis général de l'astérisme tel qu'il est représenté, souvent de façon figurative, dans les cartes du ciel chinois.

## Identification d'une étoile référente et difficultés afférentes
L'identification de l'étoile référente peut cependant être problématique : d'une part, cette étoile n'est pas nécessairement une étoile d'une brillance remarquable, d'autre part, ses coordonnées sont indiquées de façon parfois relativement peu précise. Ces coordonnées, appelées respectivement ru xiu du et qu ji du représentent la distance par rapport au bord occidental de la loge lunaire dans laquelle se trouve l'étoile, et la distance au pôle, à l'instar de l'ascension droite et de la déclinaison de l'astronomie moderne, à ceci près que le ru xiu du n'a pas une seule origine (le point vernal), mais l'origine correspondant au secteur (la loge lunaire) où se trouve l'étoile, et le qu ji du représente la colatitude et non la latitude dans le système de coordonnées équatoriales, effectivement utilisé en astronomie chinoise. Outre le fait que les mesures de positions sont relativement imprécises (surtout le qu ji du, qui peut être un angle très important), leur date de mesure n'est pas connue, ce qui est gênant car elle en dépend explicitement du fait de la précession des équinoxes, qui voit le pôle des coordonnées équatoriales varier au cours du temps avec le changement d'orientation de l'axe de rotation de la Terre. 

### Un exemple:Nanmen
Un exemple manifeste d'imprécision dans les coordonnées d'étoile référente se produit avec l'astérisme Nanmen, correspondant de façon relativement indiscutable aux étoiles α Centauri et β Centauri, mais dont les coordonnées de l'étoile référente pointent vers l'étoile ξ Centauri, à plus de 5 degrés au nord-ouest. La très basse déclinaison de cet astérisme, le plus méridional de toute l'astronomie chinoise, est possiblement la cause d'une si mauvaise localisation de son étoile référente.

## Note
1. ↑  Cet astérisme correspond à la constellation occidentale de la Couronne boréale et ses sept étoiles aisément distinguables, surmonté de deux autres étoiles plus faibles.
2. ↑  Toujours dans l'exemple de Guansuo, l'étoile référente est β Coronae Borealis, alors que l'étoile la plus brillante de l'astérisme est α Coronae Borealis (Alphecca), située non loin.

## Référence
- (en) Sun Xiaochun et Jakob Kistemaker, The Chinese sky during the Han, New York, Éditions Brill, 1997, 247 p. (ISBN 9004107371), page 40 et 41.